# هذا سوف يؤلم
هذا سوف يؤلم (بالإنجليزية: This Is Going to Hurt)‏ هو مسلسل كوميدي دراما طبي بريطاني من تأليف آدم كاي وبطولة بن ويشا، أليكس جينينغز.

## روابط خارجية
هذا سوف يؤلم على موقع IMDb (الإنجليزية)
- هذا سوف يؤلم على موقع ميتاكريتيك (الإنجليزية)
- هذا سوف يؤلم على موقع روتن توميتوز (الإنجليزية)
- هذا سوف يؤلم على موقع فيلمافينيتي (الإسبانية)
- هذا سوف يؤلم على موقع ليتربوكسد (الإنجليزية)
- هذا سوف يؤلم على موقع كينوبويسك (الروسية)
- هذا سوف يؤلم على موقع قاعدة بيانات الفيلم (الإنجليزية)